# Gianfranco Lazzer
Gianfranco Lazzer (né le 4 juillet 1955 à Santo Stino di Livenza) est un athlète italien, spécialiste du sprint.
Il porte son record sur 100 m à 10 s 27 lors de l'Universiade de 1979 à Mexico. Lors de la même compétition, il établit le record d'Europe du relais 4 x 100 m en 38 s 42, record des Jeux universitaires encore en vigueur en 2017.

## Palmarès
| Date | Compétition         | Lieu   | Place | Épreuve   | Performance |
| ---- | ------------------- | ------ | ----- | --------- | ----------- |
| 1979 | Jeux méditerranéens | Split  | 2e    | 100 m     | 10 s 47     |
| 1979 | Jeux méditerranéens | Split  | 1er   | 4 × 100 m | 39 s 27     |
| 1979 | Universiades        | Mexico | 1er   | 4 × 100 m | 38 s 42     |